# Bradysia praemorio
Bradysia praemorio är en tvåvingeart som beskrevs av Werner Mohrig och Boris Mamaev 1985. Bradysia praemorio ingår i släktet Bradysia och familjen sorgmyggor. Inga underarter finns listade i Catalogue of Life.